# Cratere Longboh
Longboh è un cratere sulla superficie di Marte.